# Sankt Wolfgang (Allersberg)
Sankt Wolfgang ist ein Gemeindeteil des Marktes Allersberg im Landkreis Roth (Mittelfranken, Bayern). Sankt Wolfgang liegt in der Gemarkung Allersberg.

## Lage
Die Einöde liegt auf dem Weinberg 300 Meter nördlich von Allersberg.

## Geschichte
Sankt Wolfgang wurde 1472 erstmals urkundlich erwähnt, als der Eichstätter Weihbischof Leonhard die neu erbaute Kapelle weihte. In der zweiten Hälfte des 16. Jahrhunderts wurde dieser Bau zerstört. 1702 wurde die Kapelle zum Teil wiederhergestellt. 1726 kam es zu einem Neubau der Kapelle, der vom Fabrikbesitzer Jacob Gilardi und dessen Frau Sibylla initiiert und finanziert wurde.
Sankt Wolfgang – bestehend aus einer Kapelle und einer Klause – gehörte bereits im Heiligen Römischen Reich zu Allersberg. Das Hochgericht, Niedergericht und Grundherrschaft übte das pfalz-neuburgische Landrichteramt Allersberg aus.
Im Rahmen des Gemeindeedikts (frühes 19. Jahrhundert) wurde Sankt Wolfgang dem Steuerdistrikt und der Munizipalgemeinde Allersberg zugewiesen.

### Baudenkmäler
- Haus Nr. 2: Katholische Wallfahrtskirche St. Wolfgang mit Kreuzweg[10]

### Einwohnerentwicklung
| Jahr      | 001836 | 001885 | 001900 | 001925 | 001950 | 001961 | 001970 | 001987 |
| Einwohner | 3      | *      | 4      | 2      | 6      | 6      | 6      | 1      |
| Häuser    | 1      | *      | 1      | 1      | 1      | 1      |        | 1      |
| Quelle    | [ 12 ] | [ 13 ] | [ 14 ] | [ 15 ] | [ 16 ] | [ 17 ] | [ 18 ] | [ 1 ]  |

## Religion
Sankt Wolfgang ist römisch-katholisch geprägt und bis heute nach Mariä Himmelfahrt (Allersberg) gepfarrt. Die Einwohner evangelisch-lutherischer Konfession sind in die Christuskirche (Allersberg) gepfarrt.